# Maria Callas
Maria Anna Cecilia Sofía Kalogeropoulos (Manhattan, Nueva York, 2 de diciembre de 1923-París, 16 de septiembre de 1977), más conocida como Maria Callas (AFI: [kalas]), fue una soprano griega nacida en Estados Unidos, considerada la cantante de ópera más eminente del siglo XX. Capaz de revivir el bel canto en su importante carrera, fue llamada «La Divina» (como antes la célebre Claudia Muzio) por su extraordinario talento vocal y actoral.
Al morir tenía nacionalidad estadounidense y nacionalidad griega. Hablaba perfectamente en inglés, griego, italiano y francés.
La mayoría de su cenizas descansan en el cementerio del Père Lachaise.
Aún hoy genera controversia su peculiar voz, de registro amplio y que, unida a su dominio de la técnica, le permitió cantar roles desde los de soprano ligera (Lucía, Semiramide, Gilda) hasta los dramáticos (Brunilda, Lady Macbeth) e incluso los de mezzo (Carmen, Dalila), y alternar con éxito entre personajes de coloratura ágil y dramáticos pesados. También es recordada por rescatar, incluso del olvido, diversos personajes de la ópera en su esencia dramática y expresiva.
Su nombre está asociado en la memoria colectiva a Aristóteles Onassis, el gran amor de su vida.

## Biografía

### Nacimiento y primeros pasos
Era hija de Evangelía Dimitriadis y George Kalogerópulos, una pareja de emigrantes griegos que llegaron a Estados Unidos en agosto de 1923, asentando su domicilio en la ciudad de Nueva York. En 1929 George Kalogerópulos, farmacéutico de profesión, abrió un negocio familiar en un barrio griego de Manhattan y, por la complejidad del apellido, lo cambió por Callas.
Tras la separación de sus padres, Maria viajó a Grecia en 1937 con su madre y su hermana Yakinthy, volviendo a adoptar su apellido original, Kalogeropulu (variante femenina del apellido paterno, Kalogerópulos). Comenzó su formación en el Conservatorio Nacional de Atenas, y para inscribirse tuvo que falsear la edad, ya que no tenía los 16 años mínimos requeridos. Estudió con la soprano Maria Trivella y después bel canto con Elvira de Hidalgo, que la formó en la tradición del bel canto romántico italiano. En 1938 haría su debut no profesional como Santuzza en Cavalleria rusticana, en Atenas.
La relación entre Maria y su madre era difícil. La madre presionaba a Maria con sus clases, solicitando a sus profesores que le informasen de todos sus avances y, por otro lado, comparaba a Maria con su otra hija, calificándola de gorda, poco agraciada y únicamente atractiva por su voz. Años después, Maria confesaría a la prensa que su madre la apoyó solamente para tener algún sustento económico, y que, si bien admiraba su fortaleza y agradecía ese apoyo, nunca se había sentido querida por ella.
El debut de Maria fue en febrero de 1942, en el Teatro Lírico Nacional de Atenas, con la opereta Boccaccio. El primer éxito lo obtendría en agosto de 1942 con Tosca, en la Ópera de Atenas. Pronto cantó Fidelio, Tiefland y Cavalleria rusticana, también en Atenas. En 1944, durante los últimos meses de la Segunda Guerra Mundial, las fuerzas ocupantes pierden el control de Grecia y la flota británica llega al puerto de El Pireo. Maria decide volver a los Estados Unidos para encontrarse con su padre.
Sus éxitos no fueron muchos hasta que accedió a escucharla Edward Johnson, el director general del Metropolitan Opera House, quien le ofreció inmediatamente los papeles principales en dos producciones en las temporadas de 1946-1947: Fidelio, de Ludwig van Beethoven, y Madama Butterfly, de Giacomo Puccini. Para sorpresa de Johnson, Maria rechazó ambos papeles: no quería cantar Fidelio en inglés y consideraba que el rol de Butterfly no era el mejor para su debut en América.
Encontró trabajo en 1946, pero continuó practicando con vigor para perfeccionar su técnica. Tomó como agente a Eddie Bagarozy y aceptó cantar la ópera Turandot en Chicago, en enero de 1947, con un reparto de cantantes europeos célebres, en una compañía fundada por Bagarozy y Ottavio Scotto, un empresario italiano.
Maria Callas mostró tener un carácter muy fuerte y determinante en sus decisiones, que se evidenciaría en el trato con su madre y más tarde con Aristóteles Onassis. En sus tiempos fue llamada una soprano assoluta o soprano sfogato. La rápida pérdida de peso a mitad de su carrera, el cambio constante de repertorio tan variado y a la vez sus problemas personales, son citados como posibles causas del deterioro de su voz.

### Consolidación y plenitud
Maria conoció en Nueva York al tenor italiano Giovanni Zenatello, director de la Arena de Verona, quien la contrató para cantar La Gioconda, de Ponchielli, en ese anfiteatro. Viajó entonces a Italia en compañía de la esposa de Bagarozy, Louise (hermana de Adriana Caselotti), y allí conoció a quien sería su esposo: un acaudalado industrial de la construcción llamado Giovanni Battista Meneghini (Verona, 1896 – Desenzano del Garda, 1981), treinta años mayor que ella y decisivo en la gestión de la incipiente carrera de la soprano.
Su debut italiano en la Arena de Verona fue en 1947, bajo la batuta de Tullio Serafin. Su trabajo en la ópera de Ponchielli fue un éxito pero no se reflejó inmediatamente en nuevos contratos. Así, Callas se encontró nuevamente sin empleo, pero gracias al apoyo brindado por Meneghini logró continuar con sus estudios privados de canto, haciendo luego una audición para Serafin en el difícil papel protagonista de Tristán e Isolda, de Richard Wagner, que se iba a presentar en el teatro La Fenice de Venecia en la siguiente temporada. Logró el papel y debutó en el teatro veneciano obteniendo un clamoroso éxito que le permitió cantar Turandot, de Puccini, y el personaje de Brunilda en Die Walküre (La Valquiria), en las temporadas de 1948-1949. En 1949 se casa con Meneghini y cambia su nombre a Maria Meneghini Callas.
Ese año, durante el receso estival europeo, el 20 de mayo de 1949 hace su debut americano en el Teatro Colón de Buenos Aires con Turandot, Aída (solo una función reemplazando a Delia Rigal) y Norma, dirigidas por Tullio Serafin, secundada por Mario del Mónaco, Fedora Barbieri y Nicola Rossi-Lemeni.
En Venecia se iba a representar la ópera I puritani, de Vincenzo Bellini (el llamado «Chopin de la ópera»), con Margherita Carosio en el papel de Elvira. Una tarde Maria se había cansado de interpretar el papel de Brunilda y comenzó a leer la música del personaje de Elvira. Cuando la esposa de Serafin la escuchó, se lo dijo a este y pidió a Maria que lo cantase. Además, la Carosio estaba enferma y era necesario sustituirla. La mañana siguiente Maria cantó para el director musical del teatro, quien decidió que ella sería la mejor elección como Elvira. Se le dio una semana para aprender la ópera entera, una semana que además incluía tres representaciones de Die Walküre. Después de la primera representación de I puritani el 19 de enero de 1949, Maria Callas se convirtió en «la voz de Italia».
Después de su Elvira en Venecia, Maria se convirtió en una celebridad en Italia, pero todavía no se le había ofrecido un papel en el teatro más importante del país, La Scala de Milán. Finalmente, se le ofreció un papel en la Aida, de Giuseppe Verdi, que Renata Tebaldi no podía realizar. Maria y Meneghini esperaban un gran éxito, pero cuando comenzaron las representaciones de Aida el 12 de abril de 1950, la acogida del público italiano fue fría. Para su segunda presentación, el 7 de diciembre de 1951, La Scala se rindió a Maria Callas, un éxito que dio origen a que recibiera el apelativo de «La Divina». La temporada de 1951–1952 la inició con I vespri siciliani, de Giuseppe Verdi, que fue una de las actuaciones más aclamadas y recordadas de la soprano.
El 23 de mayo de 1950 debuta en el Palacio de Bellas Artes de la Ciudad de México, cantando Norma, y es en ese mismo escenario donde intercala un célebre Mi bemol al final del segundo acto de Aida conocido como «el agudo de México» al lado del tenor Mario del Monaco y en donde cantaría las dos únicas funciones de Rigoletto a lo largo de su carrera. En Bellas Artes cantaría con Giuseppe Di Stefano Rigoletto, Traviata, Bohemia y Lucia de Lamermoor formando desde entonces una de las parejas más famosas en la historia de la ópera. Juntos grabaron nueve óperas completas: Rigoletto, El trovador, Manon Lescaut, Baile de máscaras, La bohemia, Los puritanos, Cavalleria, Payasos y La traviata.
En julio de 1952 Callas firmó un contrato de grabación exclusiva con Walter Legge, productor musical de EMI. Pocos días después, Legge y su mujer, la famosa soprano alemana Elisabeth Schwarzkopf, fueron a verla en La traviata en la Arena de Verona. Tras la representación, la Schwarzkopf ofreció uno de los tributos más conmovedores: viéndose superada por Maria, no cantaría nunca más La traviata. Cuando se le pidió una explicación, la Schwarzkopf respondió: «¿Cuál sería el sentido de hacerlo si otra artista lo puede hacer perfecto?». En noviembre de ese mismo año Maria Callas compartiría escenario con otro gran mito del bel canto, Joan Sutherland en la representación de Norma de Bellini en el Covent Garden de Londres.

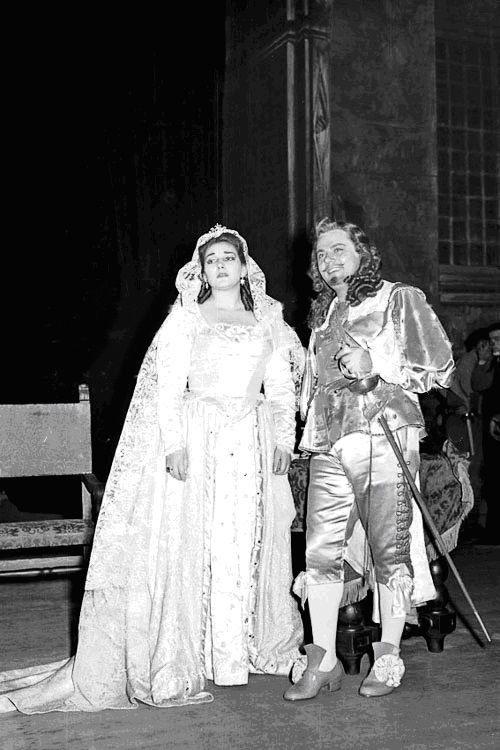
Maria Callas y el tenor Valiano Natali en el Teatro del Maggio Musicale Fiorentino, durante un ensayo de Lucía de Lammermoor de Donizetti en 1953

Mujer alta y muy corpulenta, en esa época decidió bajar de peso para «hacer justicia a Medea», papel que interpretaría en La Scala dirigida por Leonard Bernstein en producción de Margarita Wallmann. Entre 1953-1954 bajó más de 36 kilos. Cuando reapareció como la tísica Violetta junto a su gran amigo y frecuente compañero de escena, el tenor siciliano Giuseppe Di Stefano, en la puesta en escena de Luchino Visconti de La traviata, en un primer momento ni el director orquestal Carlo Maria Giulini la reconoció. Era «otra mujer», y Visconti había hallado la cantante-actriz ideal para sus escenificaciones cinematográficas. Visconti la convertirá en ideal Violetta y luego Ifigenia, Elisabetta, Anna Bolena y Amina en La sonnambula, de Bellini.
En 1954 hace su debut en Estados Unidos, en la Lyric Opera of Chicago, como Lucia di Lammermoor. En 1955, probablemente su mejor año escalígero, canta una Norma que adquirirá estatus de legendaria, junto a Giulietta Simionato y Mario del Mónaco, dirigida por Antonino Votto, y en Berlín junto a Herbert von Karajan canta una Lucia di Lammermoor histórica para la reapertura de la Deutsche Oper Berlin. El delirio del público hace que se deba repetir el sexteto del segundo acto.

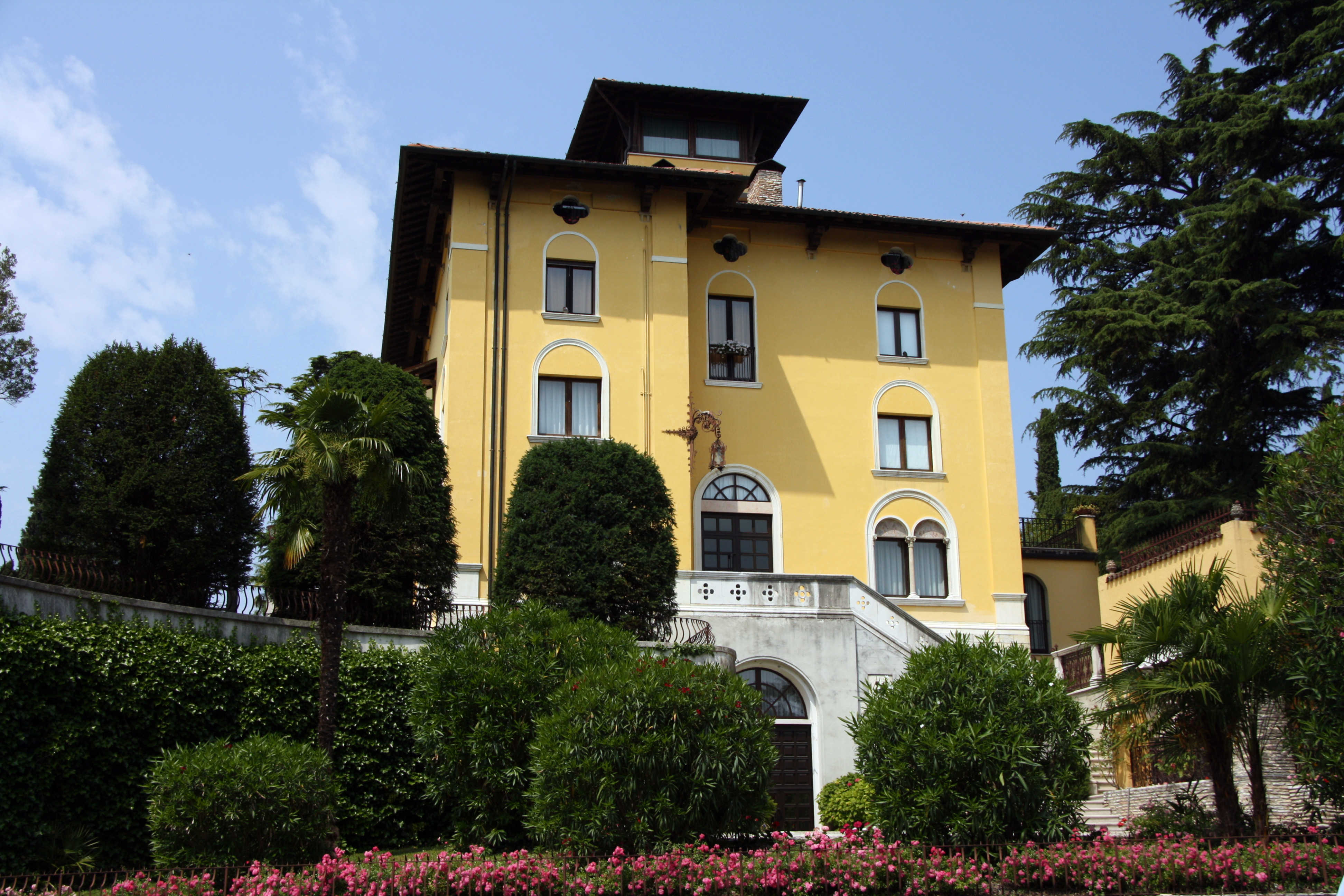
La villa en Sirmione en la que vivió con su marido, Meneghini.

El 17 de noviembre de 1955, al término de la presentación de Madama Butterfly en el Lyric Opera de Chicago, Maria Callas celebraba su triunfo. La audiencia continuaba aplaudiendo cuando se acercó el oficial de justicia Stanley Pringle, que le presentó un requerimiento judicial por haber sido demandada por su anterior representante, Eddie Bagarozy, quien esgrimía un contrato de 1947 que le designaba como único representante. Aunque no habían tenido contacto durante muchos años, Bagarozy reclamó que él tenía un porcentaje de los honorarios de Callas y que con los gastos pagados por él sumaban 300 000 dólares. El caso fue dirimido en el juzgado el 7 de noviembre de 1957 según unos términos que no se hicieron públicos. Finalmente, Maria hizo su debut en el Metropolitan Opera House el 28 de octubre de 1956, como Norma, de Vincenzo Bellini.

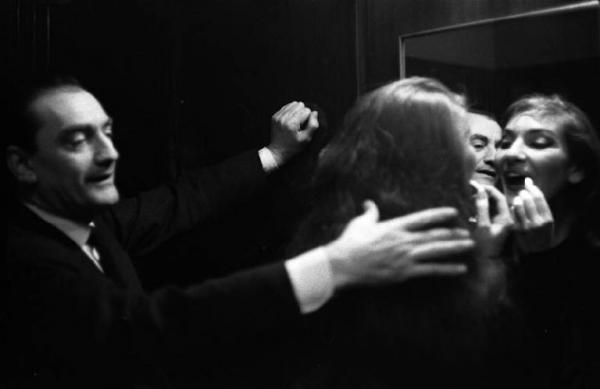
Maria Callas tras vestidores junto al director Luchino Visconti en el Teatro de La Scala, en la obra de Anna Bolena de 1957

En 1957 tienen lugar la histórica exhumación de Anna Bolena, de Donizetti, en La Scala, dirigida por Luchino Visconti, junto a Giulietta Simionato, y las igualmente históricas de La sonnambula, de Bellini, que el realizador trata como un cuento pastoral donde Maria equipara física y vocalmente a la soprano del siglo XIX Fanny Persiani. Durante la gira de la compañía, primero a Colonia y luego al Festival de Edimburgo, ante el éxito de las representaciones de La sonnambula, se agrega una quinta función a las cuatro programadas. Maria aduce no estar contratada y deja Edimburgo por Venecia, donde la espera una fiesta de su amiga Elsa Maxwell en la que —según Maxwell— la columnista le presentó al magnate Aristóteles Onassis. Se sucede otro escándalo y la entonces desconocida Renata Scotto, de 23 años, en dos días aprende la parte para consagrarse internacionalmente.

### Un año legendario: 1958
La siguiente vez que Maria provocó titulares por un escándalo fue por una representación de Norma en la ópera de Roma, el 2 de enero de 1958, en honor del presidente de Italia, Giovanni Gronchi, y su esposa.
Desgraciadamente, Maria contrajo un resfriado y se informó al teatro de que se la debía sustituir, pero La Scala se negaba a hacerlo. Maria, contra las órdenes de los médicos, salió a escena, pero tuvo claro desde la primera nota que su voz estaba en malas condiciones. Al final del primer acto media audiencia no se mostraba satisfecha. Maria huyó rápidamente por una puerta trasera y anunció que lo había hecho porque no estaba a la altura del público milanés. Al avisar al teatro de su situación vocal, el teatro había respondido «Nessuno può sostituire la Callas» («Nadie puede sustituir a la Callas»), lo que enfureció al público milanés. El público estaba rabioso, pero Maria fue excusada cuando recibió la llamada de la señora Gronchi, quien le aseguró que ni ella ni su marido se habían ofendido.
Tres meses después, Maria cantaría junto al joven tenor canario Alfredo Kraus en Lisboa una de las representaciones más aclamadas de La traviata, de Verdi. Esta función, dirigida por Franco Ghione el 27 de marzo de 1958, está considerada, pese a su sonido precario, como la mejor grabación de esta ópera. Se han descubierto fragmentos filmados de esas funciones.
Ese mismo año su arte llegó a distintos lugares del mundo: Chicago, Berlín, Viena, Filadelfia, Washington, Dallas, Colonia, Edimburgo. A mediados de dicho año Maria Callas representa en el Covent Garden de Londres La traviata con Cesare Valetti. Cerró este especial año con un recital en directo celebrando su debut en la Ópera Garnier de París, el 19 de diciembre, que fue transmitido a más de una docena de países en Europa y que inició su relación entrañable con la ciudad donde terminaría sus días.
Hacia fines de 1958 Rudolf Bing —director del Metropolitan Opera, donde ella había debutado en 1956— quiso contratarla para La traviata y Macbeth, dos óperas muy diferentes para las cuales no llegaron a un acuerdo. La noche del debut de Callas en Medea, en Dallas, Bing le envió un telegrama rescindiendo el contrato. Callas, enfurecida, convocó a la prensa y cantó después una extraordinaria Medea junto a Jon Vickers y la joven Teresa Berganza. Posteriormente, Bing dijo que Callas fue la artista más difícil de tratar, que era tan inteligente que siempre ganaba. La cancelación de Macbeth catapultó al estrellato a quien la reemplazó en el papel principal, la austríaca Leonie Rysanek. Pese a todo, Bing y Callas se reconciliaron en la década de 1960 y Callas retornó al Met en 1965 para dos funciones de Tosca, las últimas que interpretó en un escenario de ópera americano (se retiró tras cantar en el Covent Garden de Londres).

### Relación con Onassis y declive vocal

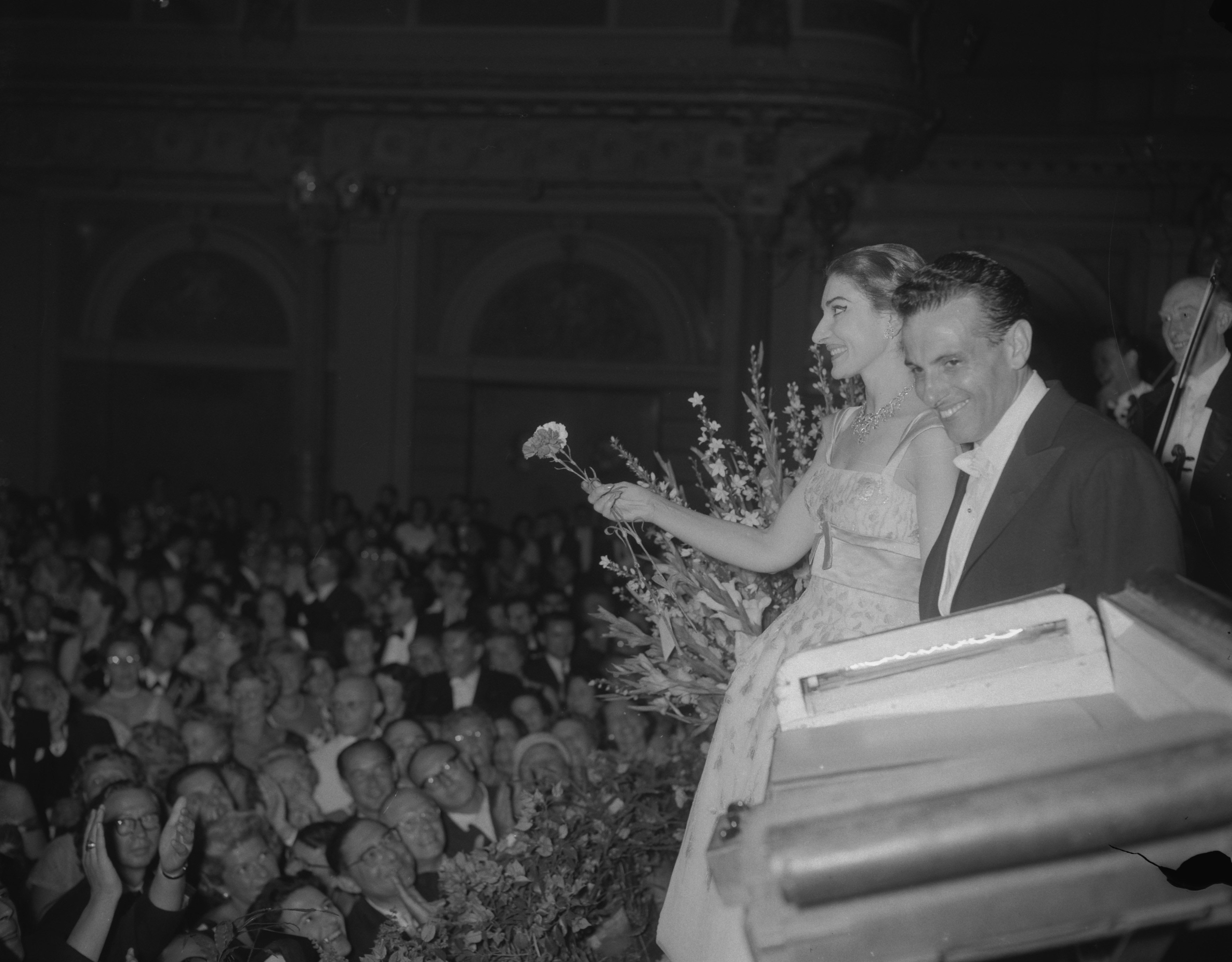
Concierto de Maria Callas en el Concertgebouw de Ámsterdam en 1959

El 5 de mayo de 1959 se produjo la única actuación de Maria Callas en el Gran Teatro del Liceo, de Barcelona, en forma de recital. Se había levantado en la ciudad una gran expectación, en parte debida a que Barcelona contaba con fieles partidarios de otra gran soprano de la época, Renata Tebaldi.  Pese a que los precios ya se habían encarecido en taquilla, las entradas se agotaron rápidamente y la reventa hizo su agosto. Llegado el día, ni las arias de Don Carlo o Mefistófeles, ni la cavatina de El barbero de Sevilla estuvieron a la altura, y mientras cantaba la «Vissi d'arte» de Tosca se escuchó algún grito de  «¡Viva la Tebaldi!». El balance hasta el intermedio era decepcionante, pero en la reanudación, al desgranar unas páginas de Il pirata, se impuso con autoridad metiéndose al público en el bolsillo. El escenario terminó cubierto de flores que provenían de todo el auditorio.
El 17 de septiembre de ese mismo año 1959 cantó en Bilbao, en el teatro Coliseo Albia, en un concierto con la Orquesta Sinfónica del Gran Teatro del Liceo que no obtuvo el éxito que el público y la crítica esperaba.
El 3 de noviembre de 1959, Maria Callas dejó a su marido Giovanni Battista Meneghini por el magnate naviero griego Aristóteles Onassis, un idilio que la prensa de la época difundió exhaustivamente. Esta tortuosa relación sentimental se convertiría en una «tragedia griega». La soprano se retiró durante un breve tiempo mientras duraba su relación con Onassis, y a su regreso (por falta de práctica y excesiva vida social) a nadie se le escapó que su voz había perdido fuerza y evidenciaba los signos de decadencia que ya se habían advertido años antes.

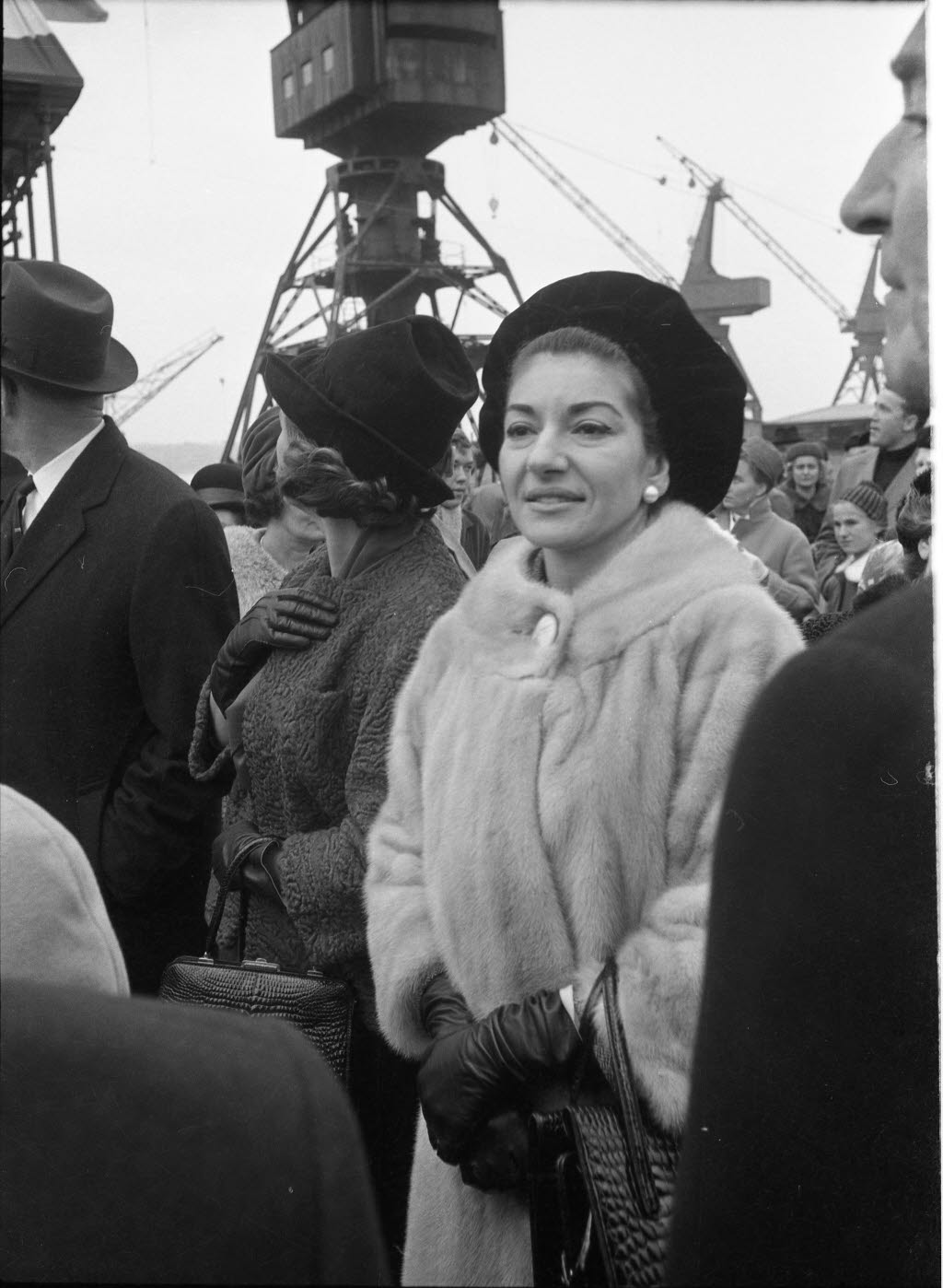
Maria Callas en 1963.

Por aquel tiempo (1961), Maria representaba Medea en Epidauro y en La Scala. No tenía buena voz y el 11 de septiembre de 1961, durante el primer acto en el dueto con Jasón (personaje interpretado por Jon Vickers), la audiencia comenzó a pitar. Maria ignoró el alboroto hasta que llegó la escena donde ella denuncia a Jasón con la palabra «Crudel!» («¡Cruel!»). Después del primer «Crudel!» paró de cantar; miró al público y le dirigió su segundo «Crudel!»; hizo una pausa y comenzó otra vez con las palabras: «Ho dato tutto a te» («Te lo he dado todo») haciendo un gesto como si amenazara con el puño a la galería; la audiencia paró de silbar, y Maria recibió una ovación clamorosa al final.
En mayo de 1965 la voz de Callas volvió a ser objeto de críticas. Estaba representando Norma en la Ópera de París con Fiorenza Cossotto como Adalgisa. Cossotto sabía que Maria estaba extenuada, por lo que decidió derrotarla en escena. La noche de la última representación de Norma, el 29 de mayo, Maria estaba más débil y Cossotto se ensañó con ella e hizo del gran dueto un duelo entre ambas. Al final, cuando el telón cayó, Maria se desplomó y fue llevada inconsciente a su camerino. En 1965 la Callas realizó su última representación de ópera con Tosca en el Covent Garden londinense junto a su compañero de escena clásico, el barítono Tito Gobbi. Tenía 41 años.
En 1966 renuncia a la ciudadanía estadounidense y toma la nacionalidad griega. De esta manera, técnicamente, anula su matrimonio con Meneghini. Tenía la esperanza de que Onassis, a quien en verdad amaba, le propusiese matrimonio, pero Onassis dilataba la relación y nunca la complació, bajo diversos pretextos.
El 20 de octubre de 1968 Onassis abandonó abruptamente a Callas para casarse con Jacqueline Kennedy, la viuda del presidente estadounidense John Fitzgerald Kennedy, asesinado en Dallas. Callas, herida en lo más profundo de su orgullo, nunca pudo superar el mal trance por el abandono de Onassis y jamás se lo perdonó a pesar de que Onassis, más tarde, la buscaría repetidas veces cuando su matrimonio con la viuda estadounidense se había convertido en un martirio.
En junio de 1969 Maria empezó a trabajar en la película Medea, no inspirada en la ópera de Cherubini ni la tragedia de Eurípides, sino en el mito de Medea según la visión de Pier Paolo Pasolini. Es un papel hablado donde no canta. Filmada en Turquía y en Pisa, trabajaba duramente, tanto que un día se desmayó después de correr en una escena bajo el intenso sol. Este filme tuvo una fría recepción y se consideró que la buena acogida de la crítica sólo respondía a los dos grandes personajes que se habían aliado. No obstante, con el tiempo, pasó a la historia como uno de los mejores de Pasolini y contó con difusión a nivel internacional.

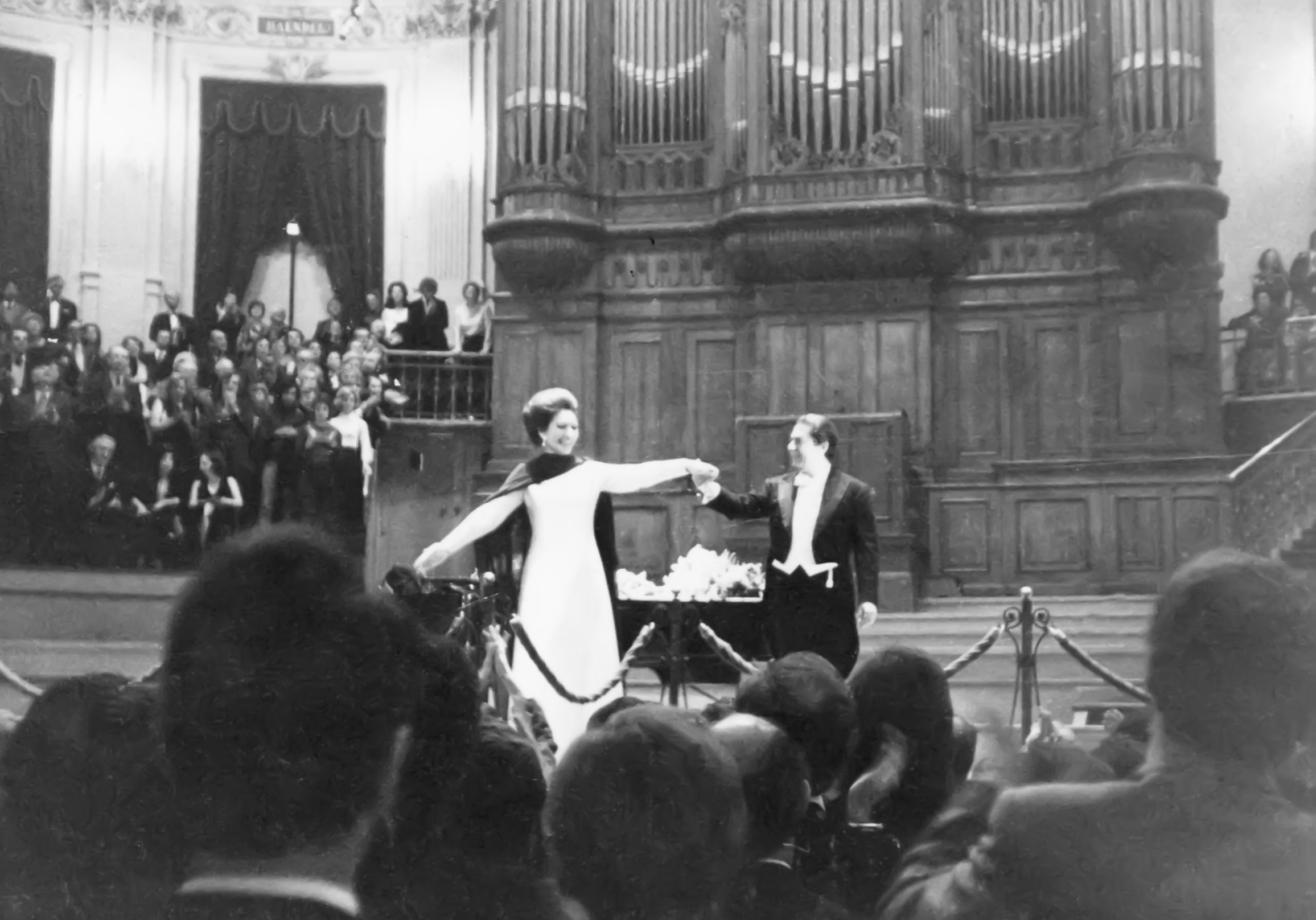
Últimas actuaciones de Callas, en 1973 en Ámsterdam.

El 25 de mayo de 1970 tuvo que acudir de urgencia al hospital y se anunció que había querido suicidarse con una sobredosis de barbitúricos. Por aquel tiempo tomaba más somníferos para dormir, y más barbitúricos para encontrar paz.
En 1971 y 1972 intenta dedicarse a la dirección escénica con una puesta de Las vísperas sicilianas que no alcanzó éxito. Luego impartió una serie de clases magistrales en la Juilliard School de Nueva York que inspiraron el drama teatral Master Class del dramaturgo Terence McNally y mostraron el precario estado de su voz. Se había instalado definitivamente en París en la más completa soledad hasta su muerte a los 53 años en su apartamento de la Avenue Georges Mandel 36 (y Rue des Sablons) cerca de Trocadero (hoy esa sección lleva el nombre Allée Maria Callas). Esta etapa fue recreada en la película Callas Forever, dirigida por su amigo Franco Zeffirelli.

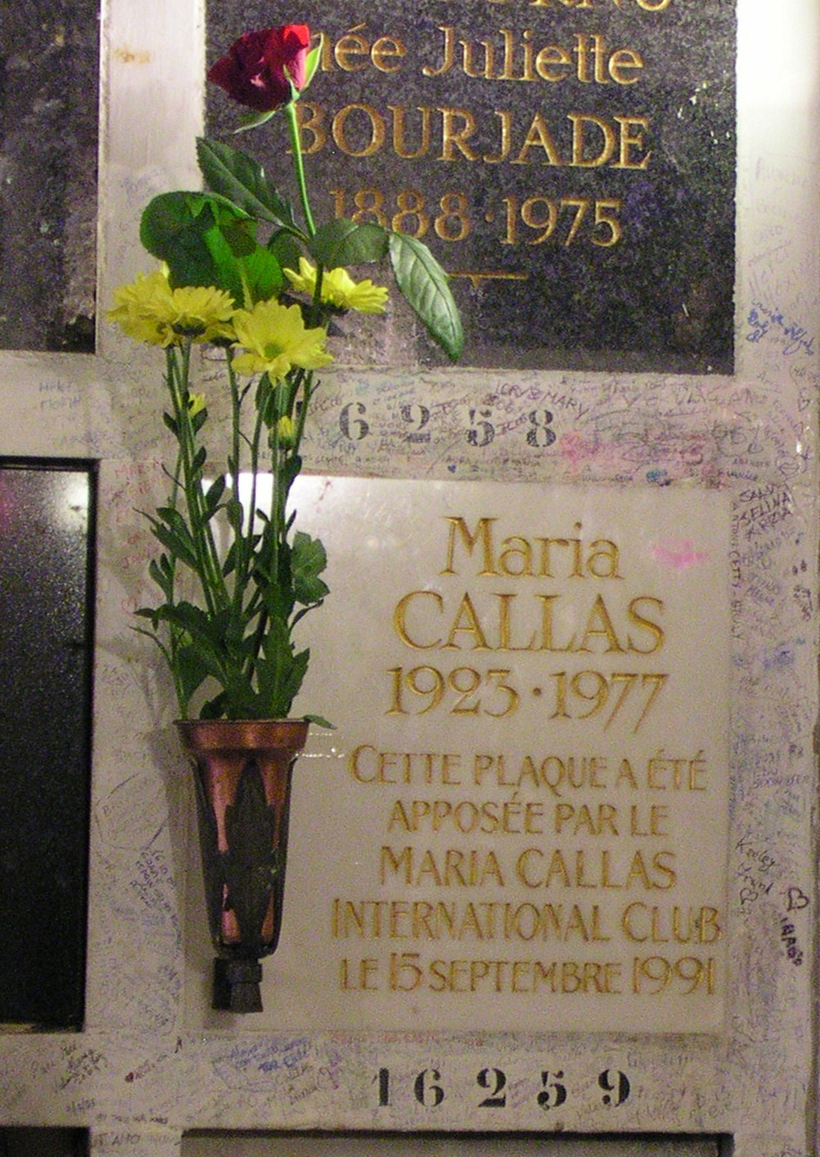
Tumba de Maria Callas en el Cementerio del Père-Lachaise de París.

Maria Callas volvió a los escenarios en 1973 con «El tenor de la Callas», Giuseppe di Stefano, quien buscaba que ambos reaparecieran evocando los viejos tiempos de éxito juntos, pero sobre todo por elevar el estado de ánimo de Maria. Por primera vez en ocho años volvía a cantar en público. A principios de enero de 1973, Alexander, el hijo favorito de Aristóteles, falleció en un accidente. Además, el matrimonio de Onassis con Jackie Kennedy iba de mal en peor. Él intentó reconquistar a Callas a pesar de estar todavía casado con Jackie, pero ella no quiso (o al menos no intentó) volver con él y lo rechazó cuando se encontraron en octubre de 1973, en París, donde ella residía.
Con apenas vestigios de su proverbial voz, quedó claro desde el primer concierto en Hamburgo, el 25 de octubre, que la gira sería un fracaso artístico pero un éxito de la nostalgia por todo el mundo. Callas y Di Stefano tenían como acompañamiento al piano al anciano Ivor Newton. Newton comenzó a tener vértigos en la calle y a hacer conjeturas sobre su muerte. Una vez dijo a Robert Sutherland, quien pasaba las páginas de sus partituras: «Si tengo un ataque de corazón mientras Maria está cantando una nota alta, tienes que dar un empujón fuerte a mi banqueta y continuar tú como si nada hubiera pasado». Maria rechazó discutir con Newton, temiendo que lo podía matar con la tensión. Sutherland en ocasiones los acompañó cuando la gira los llevó a Estados Unidos. El concierto final tuvo lugar el 11 de noviembre de 1974 en Sapporo. Era el último lugar del planeta donde se escucharía cantar a Maria Callas.
El 16 de septiembre de 1977, Maria se despertó en su casa de París. Desayunó en la cama y fue hacia el cuarto de baño. Tenía un dolor punzante en el costado izquierdo y se desmayó. Fue llevada otra vez a la cama y bebió un café fuerte. Reclamaron la presencia del médico al mayordomo, que salió inmediatamente hacia la residencia de Maria, quien murió antes de que llegara. Su funeral tuvo lugar el 20 de septiembre y su cuerpo fue incinerado en el cementerio parisino de Père Lachaise. Las razones de su muerte quedan poco claras: oficialmente se trató de una «crisis cardíaca», pero no se descarta que se suicidara ingiriendo una dosis masiva de tranquilizantes. Su urna fúnebre fue robada y encontrada unos días más tarde. Tras su recuperación se dispersaron sus cenizas en el mar Egeo.

### Herencia
De acuerdo a biógrafos como Vasso Devetzi, una pianista griega muy cercana a Callas insinuó que trabajó como representante en sus últimos años . Esto fue corroborado por Iakintha (Jackie) Callas en 1990 con su libro Hermanas donde establece que está tomó control de la mitad de la herencia con la promesa de establecer Maria Callas Foundation.

## Importancia y legado

### Legado artístico

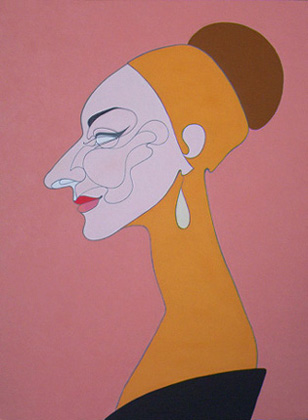
Retrato de Maria Callas pintado por el artista Oleg Karuvits en 2004.

Combinada una formidable técnica del bel canto que daba flexibilidad a su caudalosa voz, que se sumaba a un timbre personal, un gran talento dramático y una particular hermosura física, fue una música extraordinariamente versátil. Sus estudios del bel canto con la soprano de coloratura española Elvira de Hidalgo le permitieron abordar papeles muy disímiles y resucitar la tradición del bel canto romántico italiano en la verdadera acepción del término y a través de la exhumación de óperas olvidadas como Anna Bolena, de Donizetti.
En la definición del musicólogo Kurt Pahlen, «[...] su canto se asemeja a una herida abierta, que sangra entregando sus fuerzas vitales [...] como si ella fuese la memoria del dolor del mundo [...]».
Con una compleja voz de soprano que abarcó tres octavas, afrontó un inmenso repertorio, desde el bel canto hasta el verismo e incluso Wagner, siendo su tipología vocal muy peculiar y difícil de clasificar tanto por su facilidad para cantar notas sobreagudas (hasta el Mi6, propias de una soprano ligera) como por también interpretar roles de mezzosoprano como lo son Eboli, Carmen, Santuzza, Kundry, Dalila e incluso las arias de Rossina y Angelina, además de por su muy particular timbre de voz (que no era bello según los cánones establecidos) con un squillo y sonido metálico muy penetrante. Tenía una sorprendente capacidad de matizar, articulando entre sobreagudos brillantes y graves reforzados en voz de pecho, lo que ha llevado a algunos críticos a considerarla como Soprano sfogato, una voz capaz de alternar entre registros de soprano aguda como de contralto con gran agilidad, siendo heredera directa de María Malibrán y Giuditta Pasta, musas de Vincenzo Bellini.

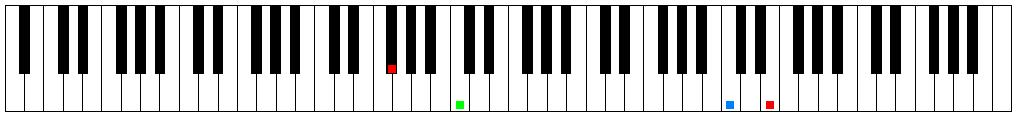
Rango vocal de Callas.

El mayor don de Callas se hallaba en su innata musicalidad que le permitía internarse instintivamente en el universo personal de cada compositor, sin importar los defectos vocales en los que a veces incurría. Callas supo hacer de sus defectos sus mayores virtudes. Magnética en escena, no fue solo una gran soprano con dotes vocales inusuales, sino también una gran actriz que supo encarnar sus personajes de un modo único. Posiblemente, tanto su talento dramático como su musicalidad fueron la pauta para ser reconocida también por rescatar a diversos personajes de los excesos ornamentales y tergiversaciones vocales, como Amina (de La Sonnambula), Lucia di Lammermoor, Norma de Bellini, incluso personajes como Violetta (de La Traviata) entre otros, al restituir tanto su esencia de teatralidad escénica como su expresividad poética en un canto más lírico del libreto, como sus hoy referenciales versiones de Norma, La Traviata, Tosca, La Sonnambula, Lucia di Lammermoor y Medea, entre otras.
Demostró la vigencia de la ópera con interpretaciones casi cinematográficas. Poseyó una intuición artística infalible, basado en un gran trabajo a menudo apoyado en directores de la talla de Luchino Visconti y Franco Zeffirelli.
Desafortunadamente, parte de su fama no obedeció solo a razones artísticas. Su vida privada y su relación con Aristóteles Onassis hicieron que ocupara portadas de la prensa rosa cuando su carrera estaba prácticamente terminada. En realidad, después de iniciar su relación con Onassis entró en declive. Más allá de anécdotas sin interés, se olvida todo lo que había aportado al género lírico en una época en la que el público empezaba a alejarse de los espectáculos convencionales y rutinarios.
Los grandes éxitos de su carrera, los que le garantizan uno de los lugares más importantes en la historia de la ópera, tuvieron lugar antes de su relación con Onassis.
Este dolor emocional, sumado a la súbita pérdida de peso, aceleró el deterioro de su voz y le acarreó múltiples críticas, además de acortar su longevidad vocal. El fenómeno Callas duró apenas algo más de una década, pero su irrupción en el mundo de la lírica dejó una marca imborrable y visionaria. Callas propulsó la revaluación del género belcantista e impulsó la interpretación del verismo desde la técnica del bel canto provocando una importante revisión desde el punto musical e interpretativo. La generación que le siguió cimentó estos valores en los nombres de sopranos como Joan Sutherland, Montserrat Caballé, Leyla Gencer, Renata Scotto, Beverly Sills, Mirella Freni y las mezzosopranos Marilyn Horne y Teresa Berganza motivando un florecimiento del género lírico desde un enfoque históricamente veraz.

### Ícono LGBT
Maria Callas es considerada un ícono LGBT, especialmente en la comunidad gay.
La obra La Traviata de Lisboa de 1986, escrita por Terrence McNally, resalta el culto gay hacia Maria Callas. La trama de la obra gira en torno a cuatro hombres homosexuales que lidian con la frustración en el amor y las relaciones. El título hace referencia a una icónica actuación de La Traviata de Verdi grabada por Callas en Lisboa al final de su carrera, y la búsqueda de un objeto de culto por parte de uno de los personajes desencadena la trama.
La inclusión de su aria La mamma morta en la película Philadelphia la consolidó como un ícono gay debido a su glamur y fortaleza, cualidades admiradas en la comunidad. La ópera Andrea Chenier de Umberto Giordano, de la cual se extrae esta aria, es utilizada en la película para expresar la relación del personaje de Tom Hanks con el sida y la muerte.
El director Gus Van Sant utilizó su grabación de Tosca como banda sonora para gran parte de su película Milk de 2008, basada en la vida de Harvey Milk un férreo defensor y activista de los derechos civiles de los homosexuales en Estados Unidos.
La conexión entre la homosexualidad, la ópera y el culto a Maria Callas se explora en algunos libros, en profundidad en The Queen's Throat de 1994 del profesor y crítico cultural Wayne Koestenbaum de la Universidad Yale. Koestenbaum argumenta que los hombres gays se sienten atraídos por la ópera debido a la expresión emocional y la profundidad que encuentra en este género artístico, que a menudo es restringida en el mundo «heterosexual». Maria Callas, con su vida y arte que encapsula la extravagancia y el sufrimiento, se convierte en un ícono gay al desafiar el anonimato y representar la autenticidad.
La crítica feminista Catherine Clément cuestiona la obsesión gay con Callas, alegando que algunos hombres se aprovechan de su trabajo para alimentar fantasías homosexuales reprimidas. Koestenbaum defiende esta devoción, argumentando que la adoración por Callas forma parte de la identidad sexual y cultural de los hombres gays, empoderándolos. Koestenbaum también destaca que Callas, a pesar de sus defectos vocales y físicos, encarnó la expresividad sobre la belleza, desafiando las nociones tradicionales de lo atractivo.

## Repertorio
Sus máximas creaciones fueron Norma, Medea, Violetta en La traviata, Lucía y Tosca, seguidas por Elvira en Los puritanos, Lady Macbeth en Macbeth, La Gioconda, Il trovatore, La sonnambula, Anna Bolena, Ifigenia, Madame Butterfly, Turandot, Rosina en El barbero de Sevilla y Armida. En el final de su carrera en 1964 abordó Carmen en el estudio de grabación como había hecho en 1956 con Mimí de La boheme y Manon Lescaut, papeles que nunca cantó en escena (tampoco Nedda de I pagliacci).
Ciertamente, diversas grabaciones en estudio o funciones en vivo son consideradas por críticos y el público como versiones definitivas o la mejor hasta la actualidad, o en todo caso reconocidas ampliamente como legendarias. Tal fue el caso de la Aida (en la representación en Bellas Artes, México de 1951), I Puritani (de La Scala en 1953 junto a Di Stefano), Medea (con la famosa reposición en Florencia de 1953), Tosca (particularmente la versión discográfica considerada «definitiva» de 1953), La Sonnambula (representación en La Scala de Viscoti en 1955), Lucia di Lammermoor (principalmente las de Berlín dirigidas por Karajan en 1955), Norma (siendo la Norma arquetípica, triunfó como tal durante toda su carrera. Se destaca como la más prominente la Norma junto a Del Monaco y Simionato de La Scala en 1955), Il Trovatore (en la grabación dirigida por Karajan de La Scala en 1956), Anna Bolena (en la fastuosa producción de Viscoti para La Scala en 1957), La Traviata (la función en Lisboa de 1958), entre otras. 
Además, ciertos roles en los que no abundó, se consideran notables como su Nabucco (en la versión de 1949), Turandot (en una famosa reposición en el Teatro Colón de 1949), su Gilda de Rigoletto (en La Scala de 1955 junto a Gobbi y Di Stefano), además de una famosa Rosina de Il barbiere di Siviglia (grabación de 1957 junto a Gobbi).
En total cantó 47 personajes (incluyendo Smaragda en O protomastoras de Kalomiris en 1943, su único papel en una ópera contemporánea).
Repertorio escénico
Ópera clásica y belcantista:
- Vincenzo Bellini: Norma, I puritani, La sonnambula, Il pirata
- Luigi Cherubini: Medea papel que interpretó en la película de Pier Paolo Pasolini (sin relación con la ópera)
- Christoph Willibald Gluck: Alceste, Iphigénie en Tauride
- Gioacchino Rossini: Il turco in Italia, El Barbero de Sevilla, Armida
- Gaspare Spontini: La vestale
- Giacomo Meyerbeer: Le Pardon de Ploërmel
- Gaetano Donizetti: Lucia di Lammermoor, Anna Bolena, Poliuto

Ópera verista:
- Giacomo Puccini: Tosca, Turandot, Madama Butterfly, Suor Angelica (1 rep. 1940)
- Umberto Giordano: Andrea Chénier, Fedora
- Pietro Mascagni: Cavalleria rusticana (Santuzza) (1939 y 1944)
- Amilcare Ponchielli: La Gioconda
- Arrigo Boito: Mefistófeles (3 rep. en 1954)
- Giuseppe Verdi: Nabucco, Macbeth, Rigoletto, Il trovatore, La traviata, Las vísperas sicilianas, La fuerza del destino, Aida, Don Carlo, Un ballo in maschera

Ópera alemana (en italiano) y otras
- Beethoven: Fidelio (11 representaciones en 1944 en Atenas al principio de su carrera)
- Richard Wagner: Tristán e Isolda, Parsifal, La valquiria
- Eugen d'Albert: Tiefland (Martha, 1944, Atenas)
- Carl Millöcker: Der Bettelstudent (Laura) (Atenas, 1945)
- Haydn: Orfeo ed Euridice (2 en 1951)
- Mozart: El rapto en el serrallo (4 rep. en 1952)
- Von Suppe: Bocaccio (debut profesional 1939, Atenas)

Véase también:
- Registro de representaciones completo de Callas[38]
- Registro cronológico detallado de cada representación con Callas[39]
- Cuadro sinóptico con sus personajes[40]

## Las 15 óperas más representadas por Callas
1. Norma — 89 funciones (1948-1965)
2. La traviata — 63 funciones (1951-1958)
3. Tosca — 51 funciones (1942-1965)
4. Lucia di Lammermoor — 46 funciones (1952-1959)
5. Aida — 33 funciones (1948-1953)
6. Medea — 31 funciones (1953-1962)
7. Turandot — 24 funciones (1948-1949) (+ grabación en 1957)
8. La sonámbula — 22 funciones (1955-1957)
9. Il trovatore — 20 funciones (1950-1956)
10. I Puritani — 16 funciones (1949-1955)
11. La gioconda — 13 funciones (1947-1953)
12. Cavalleria rusticana — 13 funciones (1939-1944)
13. Anna Bolena — 12 funciones (1957-1958)
14. Tristán e Isolda — 12 funciones (1947-1950)
15. Las vísperas sicilianas — 11 funciones (1951-1952)

Los restantes 32 personajes fueron interpretados en menos de 10 funciones cada uno.

## Cronología de las principales grabaciones
La carrera discográfica comercial de Callas comienza en noviembre de 1949 con un disco de la Cetra donde canta el Liebestod, arias de Verdi y Bellini y finaliza con tomas de EMI en marzo de 1969. He aquí una cronología de las principales grabaciones de estudio y en vivo de óperas completas (en negrita las grabaciones registradas en estudio).
1949
- Verdi, Nabucco, Vittorio Gui, Nápoles

1950
- Wagner, Parsifal, Vittorio Gui, Roma
- Verdi, Il trovatore, Guido Picco, Ciudad de México

1951
- Verdi, Aida, Oliviero de Fabritiis, Ciudad de México
- Verdi, Las vísperas sicilianas, Erich Kleiber, Florencia

1952
- Ponchielli, La Gioconda, Antonino Votto, Fonit Cetra
- Rossini, Armida, Tullio Serafin, Florencia
- Bellini, I Puritani, Guido Picco, México
- Verdi, Rigoletto, Umberto Mugnai, México
- Puccini, Tosca, Guido Picco, México
- Verdi, La traviata, Umberto Mugnai, México
- Bellini, Norma, Vittorio Gui, Covent Garden, Londres
- Verdi, Macbeth, Victor de Sabata, La Scala, Milán

1953
- Verdi, La traviata, Gabriele Santini, Fonit Cetra
- Bellini, I puritani, Tullio Serafin, EMI
- Mascagni, Cavalleria Rusticana, Tullio Serafin, EMI
- Verdi, Aida, John Barbirolli, Covent Garden Londres
- Puccini, Tosca, Victor de Sabata, EMI
- Cherubini, Medea, Vittorio Gui, Florencia
- Cherubini, Medea, Leonard Bernstein, La Scala, Milán
- Bellini, Norma, Antonino Votto, Trieste
- Donizetti, Lucia di Lammermoor, Tullio Serafin, EMI

1954
- Leoncavallo, Pagliacci, Tullio Serafin, EMI
- Spontini, La vestale, Antonino Votto, La Scala
- Gluck, Alceste, Carlo Maria Giulini, La Scala
- Donizetti, Lucia di Lammermoor, Herbert von Karajan, La Scala
- Bellini, Norma, Tullio Serafin, EMI
- Rossini, Il turco in Italia, Gianandrea Gavazzeni, La Scala
- Verdi, La forza del destino, Tullio Serafin, EMI, La Scala

1955
- Giordano, Andrea Chenier, Antonino Votto, La Scala
- Verdi, La traviata, Carlo Maria Giulini, La Scala, Milán
- Puccini, Madama Butterfly, Herbert von Karajan, EMI
- Verdi, Aida, Tullio Serafin, EMI
- Verdi, Rigoletto, Tullio Serafin, EMI
- Donizetti, Lucia di Lammermoor, Herbert von Karajan, Ópera Alemana de Berlín
- Bellini, Norma, Antonino Votto, La Scala, Milán

1956
- Puccini, Tosca, Dmitri Mitropoulos, Metropolitan Opera, Nueva York
- Verdi, Il trovatore, Herbert von Karajan, EMI
- Puccini, La boheme, Antonino Votto, EMI
- Verdi, Un ballo in maschera, Antonino Votto, EMI
- Rossini, Il barbiere di Siviglia, Carlo Maria Giulini, La Scala

1957
- Bellini, La sonnambula, Antonino Votto, EMI
- Donizetti, Anna Bolena, Gianandrea Gavazzeni, La Scala, Milán
- Bellini, La sonnambula, Antonino Votto, Cologne
- Puccini, Turandot, Tullio Serafin, EMI
- Puccini, Manon Lescaut, Tullio Serafin, EMI
- Cherubini, Medea, Tullio Serafin, EMI
- Verdi, Un ballo in maschera, Gianandrea Gavazzeni, La Scala
- Gluck, Iphigénie en Tauride, Nino Sanzogno, La Scala

1958
- Verdi, La traviata, Franco Ghione, Lisboa
- Cherubini, Medea, Nicola Rescigno, Dallas
- Rossini, Il barbiere di Siviglia, Alceo Galliera, EMI

1959
- Bellini, Il pirata, Nicola Rescigno, Nueva York
- Ponchielli, La Gioconda, Antonino Votto, EMI
- Donizetti, Lucia di Lammermoor, EMI (versión estéreo)

1960
- Donizetti, Poliuto, Antonino Votto, La Scala
- Bellini, Norma, Tullio Serafin, EMI (versión estéreo)

1961
- Cherubini, Medea, Thomas Schippers, La Scala

1964
- Puccini, Tosca, Carlo Felice Cillario, Londres
- Bizet, Carmen, Georges Prêtre, EMI
- Puccini, Tosca, Georges Prêtre, EMI

1965
- Bellini, Norma, Georges Pretre, París
- Puccini, Tosca, Nicola Rescigno, París
- Puccini, Tosca, Georges Pretre, Covent Garden, Londres
- Puccini, Tosca, Fausto Cleva, Metropolitan Opera

Véase también la cronología de discos sueltos y recitales